# Ári Jónsson
Ári Mohr Jónsson (Tórshavn, 22 luglio 1994) è un calciatore faroese, difensore dell'HB Tórshavn e della Nazionale faroese.

## Carriera

### Club
Jónsson ha cominciato la carriera professionistica con la maglia dei danesi del Silkeborg. Ha debuttato in Superligaen in data 13 maggio 2013, subentrando a Marvin Pourié nella sconfitta per 2-0 patita sul campo dell'Horsens. È stato aggregato alla prima squadra del Silkeborg per tre stagioni, in cui ha totalizzato 8 presenze in campionato.
In vista del campionato 2016, Jónsson ha fatto ritorno in patria per giocare nelle file dell'HB Tórshavn. Ha debuttato con questa casacca il 5 marzo, schierato titolare nella vittoria per 1-2 arrivata sul campo dell'NSÍ Runavík. Il 30 aprile 2017 ha trovato la prima rete nella massima divisione faroese, nel pareggio per 2-2 contro il Víkingur Gøta. È rimasto in squadra per un biennio, al termine del quale ha lasciato le Fær Øer.
Dopo un periodo di prova sostenuto in squadra, i norvegesi del Sandnes Ulf – militanti in 1. divisjon, secondo livello del campionato norvegese – hanno reso noto l'ingaggio di Jónsson, che si è legato al nuovo club con un accordo biennale.
Il 31 dicembre 2021 ha fatto ritorno in patria, per giocare nuovamente nell'HB Tórshavn.

### Nazionale
A livello giovanile, Jónsson ha rappresentato le Fær Øer Under-17, Under-19 e Under-21. Il 7 giugno 2013 ha esordito in Nazionale maggiore, quando è stato schierato titolare nella sconfitta per 3-0 arrivata contro l'Irlanda.

## Statistiche

### Presenze e reti nei club
Statistiche aggiornate all'8 gennaio 2022.
| Stagione           | Club               | Campionato         | Campionato | Campionato | Coppe nazionali | Coppe nazionali | Coppe nazionali | Coppe continentali | Coppe continentali | Coppe continentali | Supercoppe | Supercoppe | Supercoppe | Totale | Totale |
| Stagione           | Club               | Comp               | Pres       | Reti       | Comp            | Pres            | Reti            | Comp               | Pres               | Reti               | Comp       | Pres       | Reti       | Pres   | Reti   |
| ------------------ | ------------------ | ------------------ | ---------- | ---------- | --------------- | --------------- | --------------- | ------------------ | ------------------ | ------------------ | ---------- | ---------- | ---------- | ------ | ------ |
| 2012-2013          | Silkeborg          | SL                 | 3          | 0          | CD              | ?               | ?               | -                  | -                  | -                  | -          | -          | -          | 3+     | 0+     |
| 2013-2014          | Silkeborg          | 1D                 | 3          | 0          | CD              | 1               | 0               | -                  | -                  | -                  | -          | -          | -          | 4      | 0      |
| 2014-2015          | Silkeborg          | SL                 | 2          | 0          | CD              | 1               | 0               | -                  | -                  | -                  | -          | -          | -          | 3      | 0      |
| Totale Silkeborg   | Totale Silkeborg   | Totale Silkeborg   | 8          | 0          |                 | 2+              | 0+              |                    | -                  | -                  |            | -          | -          | 10+    | 0+     |
| 2016               | HB Tórshavn        | FD                 | 19         | 0          | CF              | 1               | 0               | UEL                | 2                  | 0                  | -          | -          | -          | 22     | 0      |
| 2017               | HB Tórshavn        | FD                 | 23         | 1          | CF              | 3               | 1               | -                  | -                  | -                  | -          | -          | -          | 26     | 2      |
| 2018               | Sandnes Ulf        | 1D                 | 12         | 0          | CN              | 3               | 0               | -                  | -                  | -                  | -          | -          | -          | 15     | 0      |
| 2019               | Sandnes Ulf        | 1D                 | 11         | 0          | CN              | 0               | 0               | -                  | -                  | -                  | -          | -          | -          | 11     | 0      |
| 2020               | Sandnes Ulf        | 1D                 | 27         | 1          | -               | -               | -               | -                  | -                  | -                  | -          | -          | -          | 27     | 1      |
| 2021               | Sandnes Ulf        | 1D                 | 17         | 0          | CN              | 2               | 1               | -                  | -                  | -                  | -          | -          | -          | 19     | 1      |
| Totale Sandnes Ulf | Totale Sandnes Ulf | Totale Sandnes Ulf | 67         | 1          |                 | 5               | 1               |                    | -                  | -                  |            | -          | -          | 72     | 2      |
| 2022               | HB Tórshavn        | FD                 | 0          | 0          | CF              | 0               | 0               | UECL               | 0                  | 0                  | -          | -          | -          | 0      | 0      |
| Totale HB Tórshavn | Totale HB Tórshavn | Totale HB Tórshavn | 42         | 1          |                 | 4               | 1               |                    | 2                  | 0                  |            | -          | -          | 48     | 2      |
| Totale             | Totale             | Totale             | 117        | 2          |                 | 11+             | 2+              |                    | 2                  | 0                  |            | -          | -          | 130+   | 4+     |

### Cronologia presenze e reti in nazionale
| Cronologia completa delle presenze e delle reti in nazionale ― Fær Øer | Cronologia completa delle presenze e delle reti in nazionale ― Fær Øer | Cronologia completa delle presenze e delle reti in nazionale ― Fær Øer | Cronologia completa delle presenze e delle reti in nazionale ― Fær Øer | Cronologia completa delle presenze e delle reti in nazionale ― Fær Øer | Cronologia completa delle presenze e delle reti in nazionale ― Fær Øer | Cronologia completa delle presenze e delle reti in nazionale ― Fær Øer | Cronologia completa delle presenze e delle reti in nazionale ― Fær Øer |
| Data                                                                   | Città                                                                  | In casa                                                                | Risultato                                                              | Ospiti                                                                 | Competizione                                                           | Reti                                                                   | Note                                                                   |
| ---------------------------------------------------------------------- | ---------------------------------------------------------------------- | ---------------------------------------------------------------------- | ---------------------------------------------------------------------- | ---------------------------------------------------------------------- | ---------------------------------------------------------------------- | ---------------------------------------------------------------------- | ---------------------------------------------------------------------- |
| 7-6-2013                                                               | Dublino                                                                | Irlanda                                                                | 3 – 0                                                                  | Fær Øer                                                                | Qual. Mondiali 2014                                                    | -                                                                      |                                                                        |
| 7-9-2014                                                               | Tórshavn                                                               | Fær Øer                                                                | 1 – 3                                                                  | Finlandia                                                              | Qual. Euro 2016                                                        | -                                                                      | 76’                                                                    |
| 10-10-2017                                                             | Budapest                                                               | Ungheria                                                               | 1 – 0                                                                  | Fær Øer                                                                | Qual. Mondiali 2018                                                    | -                                                                      |                                                                        |
| 15-11-2019                                                             | Oslo                                                                   | Norvegia                                                               | 4 – 0                                                                  | Fær Øer                                                                | Qual. Euro 2020                                                        | -                                                                      |                                                                        |
| 11-11-2020                                                             | Vilnius                                                                | Lituania                                                               | 2 – 1                                                                  | Fær Øer                                                                | Amichevole                                                             | -                                                                      | 46’                                                                    |
| 14-11-2020                                                             | Riga                                                                   | Lettonia                                                               | 1 – 1                                                                  | Fær Øer                                                                | UEFA Nations League 2020-2021 - 1º turno                               | -                                                                      | 68’                                                                    |
| 17-11-2020                                                             | Ta' Qali                                                               | Malta                                                                  | 1 – 1                                                                  | Fær Øer                                                                | UEFA Nations League 2020-2021 - 1º turno                               | 1                                                                      | 61’                                                                    |
| 25-3-2021                                                              | Chișinău                                                               | Moldavia                                                               | 1 – 1                                                                  | Fær Øer                                                                | Qual. Mondiali 2022                                                    | -                                                                      | 78’                                                                    |
| 31-3-2021                                                              | Glasgow                                                                | Scozia                                                                 | 4 – 0                                                                  | Fær Øer                                                                | Qual. Mondiali 2022                                                    | -                                                                      | 58’                                                                    |
| 9-10-2021                                                              | Tórshavn                                                               | Fær Øer                                                                | 0 – 2                                                                  | Austria                                                                | Qual. Mondiali 2022                                                    | -                                                                      |                                                                        |
| 12-10-2021                                                             | Tórshavn                                                               | Fær Øer                                                                | 0 – 1                                                                  | Scozia                                                                 | Qual. Mondiali 2022                                                    | -                                                                      |                                                                        |
| 4-6-2022                                                               | Istanbul                                                               | Turchia                                                                | 4 – 0                                                                  | Fær Øer                                                                | UEFA Nations League 2022-2023 - 1º turno                               | -                                                                      | 53’                                                                    |
| 7-6-2022                                                               | Tórshavn                                                               | Fær Øer                                                                | 0 – 1                                                                  | Lussemburgo                                                            | UEFA Nations League 2022-2023 - 1º turno                               | -                                                                      | 86’                                                                    |
| 11-6-2022                                                              | Tórshavn                                                               | Fær Øer                                                                | 2 – 1                                                                  | Lituania                                                               | UEFA Nations League 2022-2023 - 1º turno                               | -                                                                      | 67’ 89’                                                                |
| 14-6-2022                                                              | Lussemburgo                                                            | Lussemburgo                                                            | 2 – 2                                                                  | Fær Øer                                                                | UEFA Nations League 2022-2023 - 1º turno                               | -                                                                      | 73’                                                                    |
| 24-3-2023                                                              | Chișinău                                                               | Moldavia                                                               | 1 – 1                                                                  | Fær Øer                                                                | Qual. Euro 2024                                                        | -                                                                      | 79’ 90+5’                                                              |
| 27-3-2023                                                              | Skopje                                                                 | Macedonia del Nord                                                     | 1 – 0                                                                  | Fær Øer                                                                | Amichevole                                                             | -                                                                      | 62’                                                                    |
| 12-10-2023                                                             | Tórshavn                                                               | Fær Øer                                                                | 0 – 2                                                                  | Polonia                                                                | Qual. Euro 2024                                                        | -                                                                      | 76’ 86’                                                                |
| 15-10-2023                                                             | Plzeň                                                                  | Rep. Ceca                                                              | 1 – 0                                                                  | Fær Øer                                                                | Qual. Euro 2024                                                        | -                                                                      | 58’                                                                    |
| Totale                                                                 |                                                                        | Presenze                                                               | 19                                                                     |                                                                        | Reti                                                                   | 1                                                                      |                                                                        |